# Симфония № 3 (Чайковский)
Симфония № 3 ре мажор, соч. 29 — симфония Петра Ильича Чайковского.
Написана в 1875 г.

## История создания
Приступая к работе над III симфонией, Чайковский уже признанный симфонист среди композиторов, ведь I и II симфонии прошли с огромным успехом у публики. Летом 1875 года гостит у В. С. Шиловского, в Усове. Три недели прошедшие у давнего друга, не прошли даром для композитора, закончены черновики для Третьей симфонии, приступил к оркестровке. Но кратковременные поездки в Москву, Киев и другие места, не дали завершить все работы над ней, закончил в августе, находясь в деревне Вербовке.
В III симфонии Чайковский экспериментирует, создает её пятичастной, что отходит от стандартной структуры симфонического цикла. Кроме того, это — единственная оконченная симфония Чайковского, написанная в мажоре.
Программа отсутствует, однако доминирует светлое, оптимистичное настроение, создаются колоритные художественные образы, отличающиеся яркой театральностью. Сам Чайковский писал о произведении так: «Сколько мне кажется, симфония эта не представляет никаких особенно удачно изобретенных идей, — но по части фактуры она шаг вперед. Всего более я доволен 1-ю частью и обоими скерцо».
Премьера состоялась 7 ноября 1875 года в Москве под управлением Н. Рубинштейна, вызвав, по словам одного из обозревателей, «видимое удовольствие у слушателей». В январе 1876 года прозвучала в Петербурге, под управлением Э. Направника, бывшим тогда музыкальным руководителем Мариинского театра. В письме своему брату от 28 января 1876 года Чайковский писал: «Симфония моя прошла очень хорошо и имела значительный успех. Меня очень дружно вызывали и рукоплескали». Отзывы газетных критиков были положительными, в статье Г. Ларош, писал: «По силе содержания, по разнообразному богатству формы, по благородству стиля, запечатленному самобытным, индивидуальным творчеством, и по редкому совершенству техники симфония г. Чайковского составляет одно из капитальных явлений музыки последних лет…».
Советский искусствовед Владимир Блок сравнивал первые три части Симфонии ми-бемоль мажор с соответствующими частями Третьей симфонии Чайковского и находил в обеих симфониях близкую жанровость и образность. Отличия Симфонии ми-бемоль мажор от Второй и Третьей симфоний Блок видел в более проникновенной лирике, появлении образов рока, большей широте мелодического дыхания.

## Состав оркестра
Деревянные духовые
Флейта пикколо
2 флейты
2 гобоя
2 кларнета (A, B)
2 фагота
Медные духовые
4 валторны (F)
2 трубы (F)
3 тромбона
Туба
Ударные
Литавры
Струнные
I и II скрипки
Альты
Виолончели
Контрабасы

## Структура произведения
1. Introduzione e Allegro
2. Alla tedesca. Allegro moderato e semplice
3. Анданте elegiaco
4. Скерцо. Allegro vivo
5. Финал. Allegro con fuoco

Медленное вступление I части симфонии постепенно набирает обороты, становясь светлее и воспаряя, общий образ оформляется, уходят нотки трагизма, все наполнено весельем и радостью. Центральная часть отведена задорному аллегро, несущемуся ветром, только интонации гобоя смягчают, его бойкую поступь. Темы в части игривые, но не лишенные драматизма из них то и вырастают новые миниатюра, превращающиеся в нежные мелодии.
II часть (Alla tedesca, букв. «на немецкий манер») можно охарактеризовать, как уютную, по-домашнему теплую, кружащую нас в вальсе, который придает ей подобие воздушности. Музыкальные формы из-за этого становятся мягкими, мелодия ненавязчивой, от этого создаются яркие фантастические образы, сменяющиеся повседневными душевными чувствами.
В III части (Andante elegiaco) воплощена трагедия симфонии, наделенная человеческими чертами; поет свою песнь любви. Яркие порывы подчеркивают трагизм мелодии, доходя до той точки, которая взрывает обыденную жизнь, все начинает крутиться в вальсе, но в другом обличии, это уже чувственный, эмоциональный танец, вводящий нас в водоворот любовных историй. Концовка возвращает нас к началу, в ней те высокие чувства, которые набирали оборот, постепенно спадают, идя к логическому завершению истории и только еле слышные мелодии, как воспоминания о прошлом.
В IV части (Scherzo) перекликающиеся инструменты создают фантастический образ, который настораживает и страшит, он легкой тенью, как в детской игре, проносится перед нами и его главная задача завести нас в заблуждение. Даже пугающий марш всего лишь краска — это шутка композитора для публики. И всего лишь очередная игра.
Эффектный Финал, имеющий форму рондо-сонаты, с вплетенным в него полонезом, задают праздничную интонацию, то набирая, то опуская обороты. Всё увлеченно торжествует, слышны народные распевы, как задорные блики проносящиеся средь основной темы, поддерживая его своими раскатыми голосами. Всё близится к финалу, нарастает звук, снова слышен торжественный полонез, безудержно несущийся, к своей яркой кульминации.

## Известные аудиозаписи
1970-е — Государственный академический симфонический оркестр СССР, дирижёр — Евгений Светланов.
2008 — Мельбурнский симфонический оркестр, дирижёр — Олег Каэтани.
2011 — Лондонский симфонический оркестр, дирижёр — Валерий Гергиев.

## Симфония № 3 в культуре
Джордж Баланчин создал на музыку симфонии балет «Бриллианты» (заключительная часть триптиха «Драгоценности»), исключив первую часть.